# Umhausen

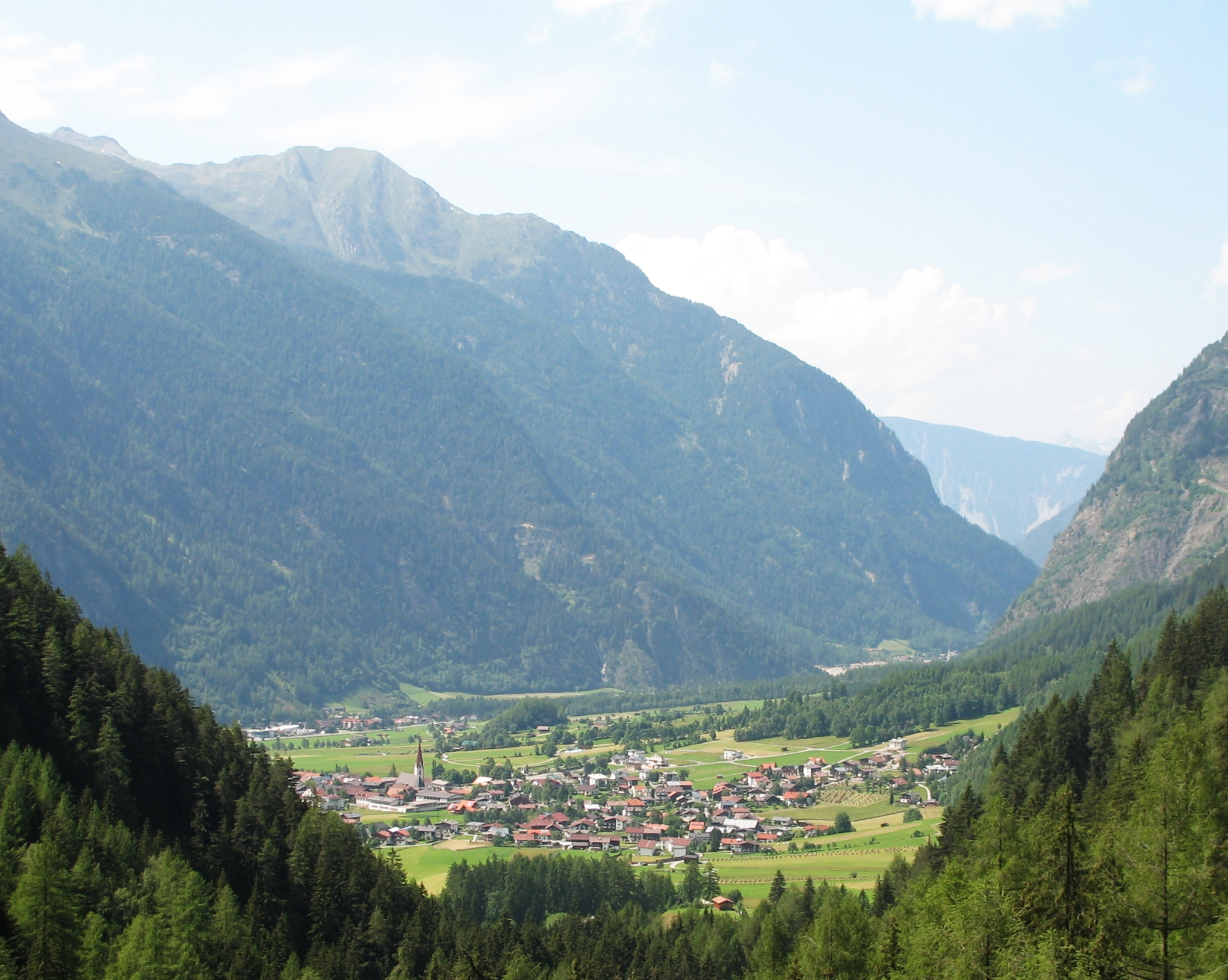
Vista panorámica de Umkausen.

Umhausen es un municipio en el distrito de Imst, Austria, ubicado a 17 kilómetros al sureste de Imst en Ötztaler Ache en Ötztal. El municipio consiste de seis pueblos: Umhausen, Tumpen, Köfels, Farst, Niederthai,  y Östen.
Umhausen una vez fue un centro de cultivo de lino. Hoy en día la fuente principal de ingresos es el turismo. 
En el área de la comunidad, se encuentra la mayor cascada de Tyrlo con 150 metros. Tiene 2913 habitantes.

## Galería

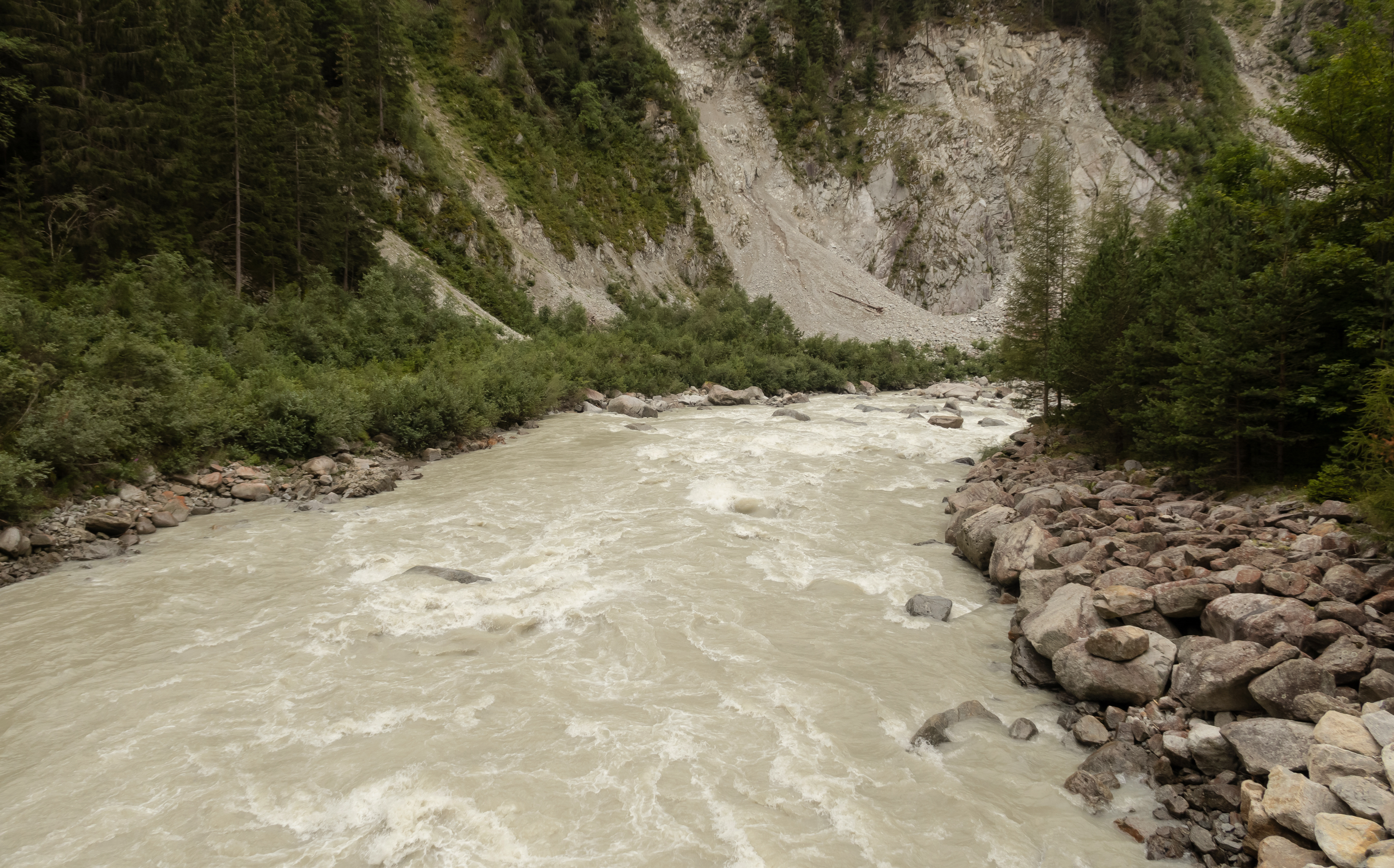
Rio Ötztaler Ache entre Umhausen y Längenfeld
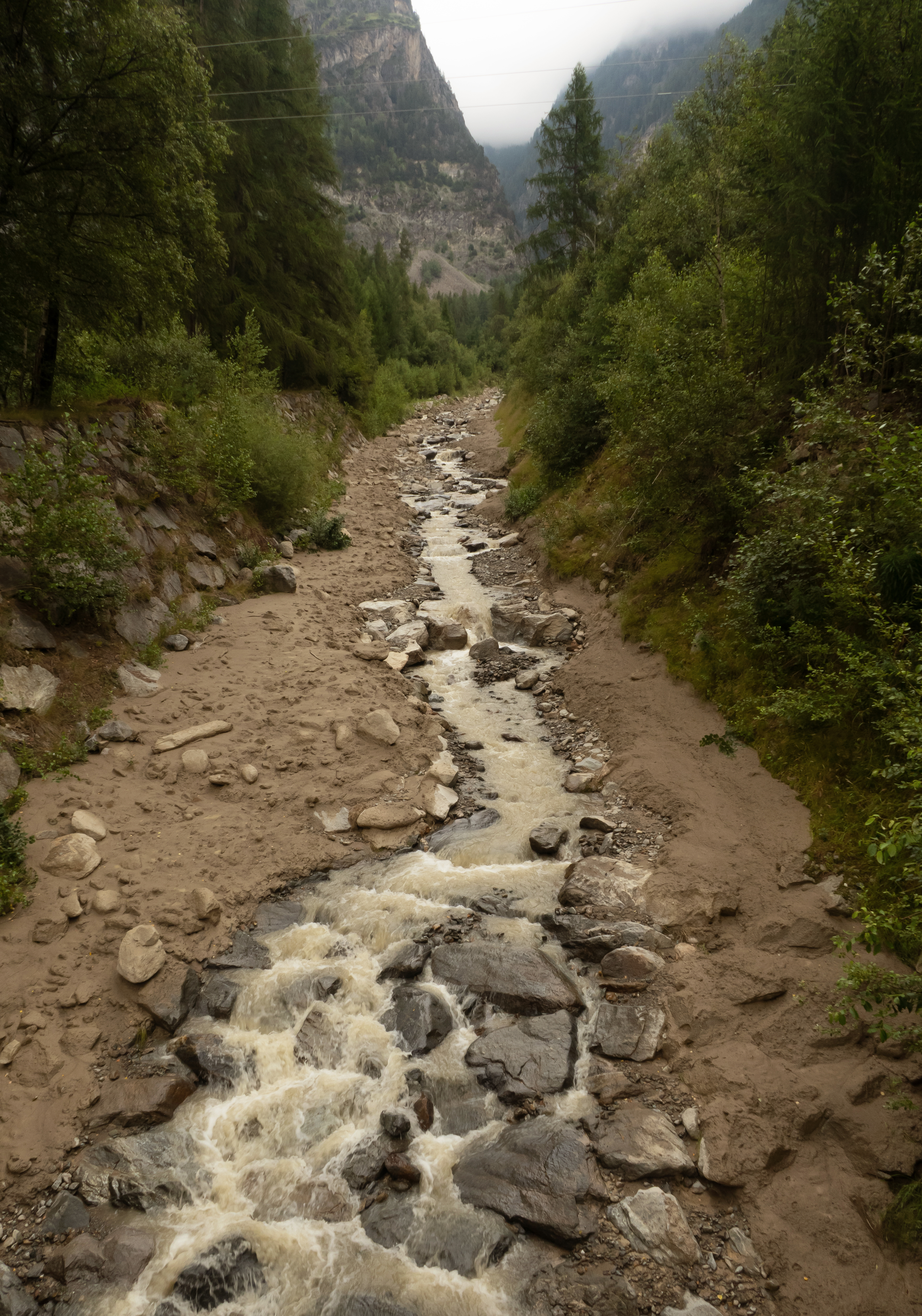
Agua corriente a Ötztaler Ache en Östen
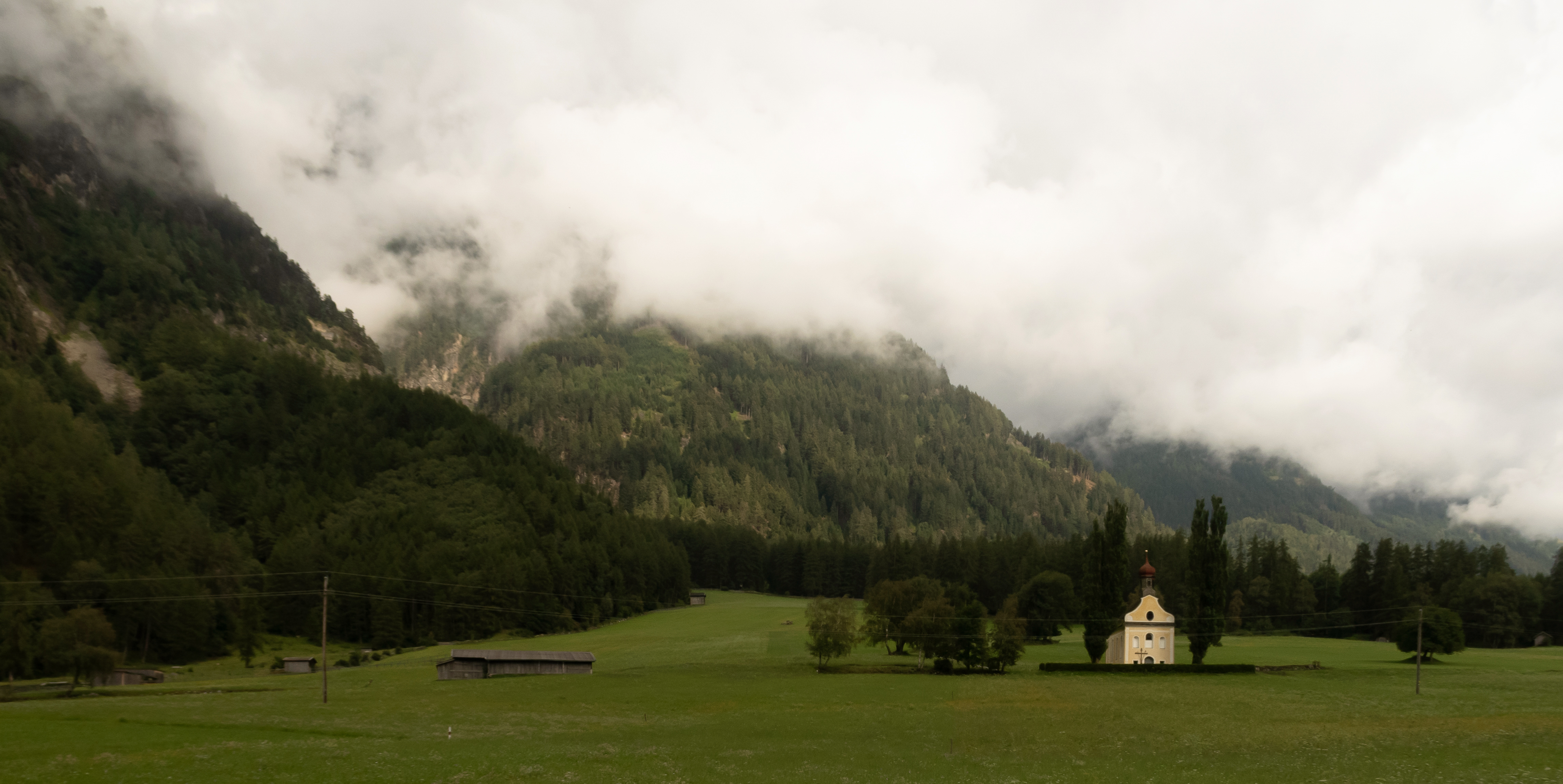
Iglesia: la Wallfahrtskirche Maria Schnee en Östen
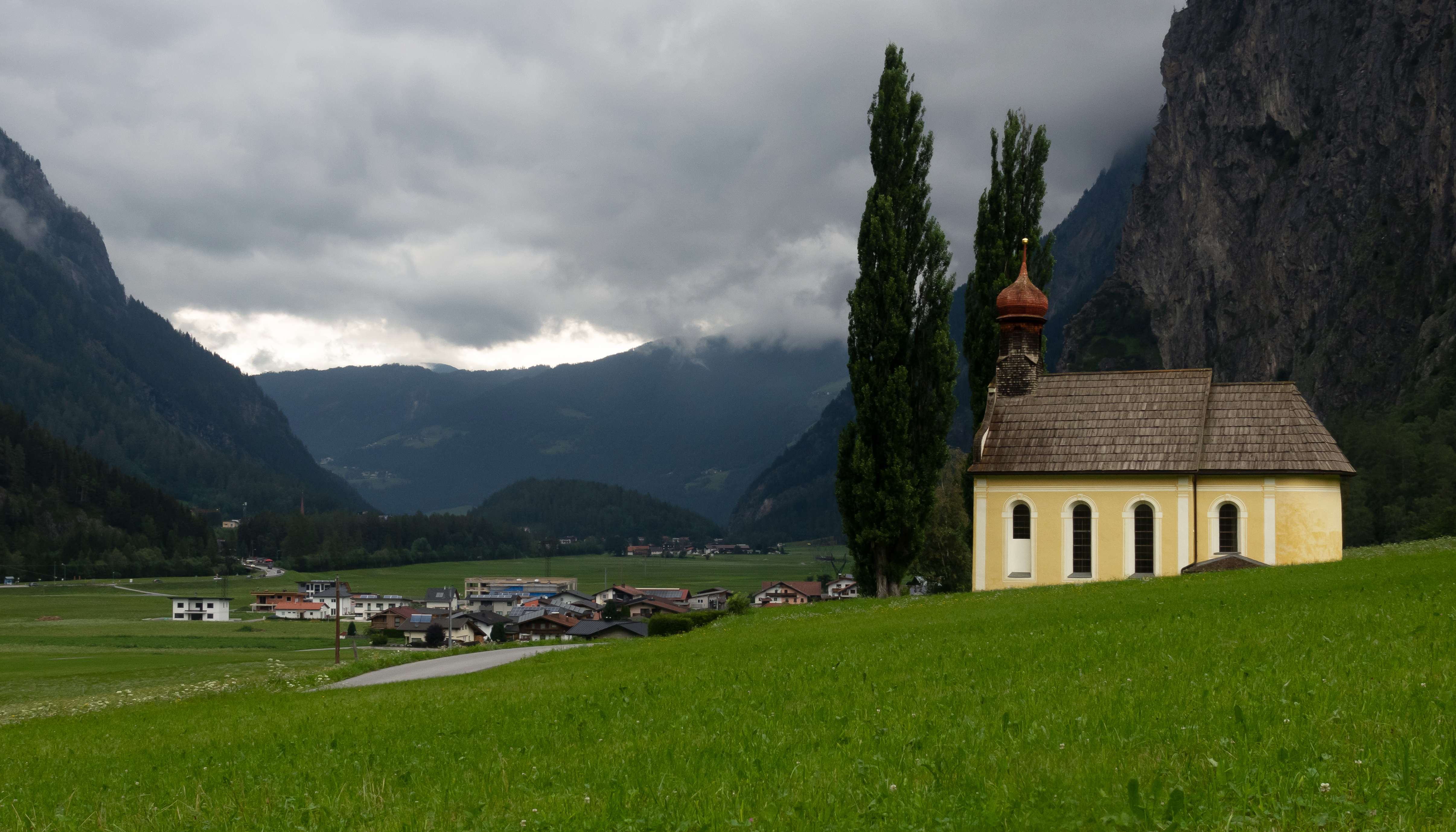
Iglesia: la Wallfahrtskirche Maria Schnee en Östen

## Deslizamiento
En Köfels tuvo lugar un gigantesco deslizamiento de tierra, conocido como un sturzstrom, que ocurrió en el valle de Ötz aproximadamente hace 9800±100 años atrás de acuerdo a la datación por radiocarbono de los árboles enterrados por el evento. Incluyó un desplazamiento horizontal de 2.5 kilómetros y 800 metros vertical de 3.2 km³ de roca y lodo a lo largo del suelo del valle Ötz, haciéndolo la tercera más grande sturzstrom.